# Ivan Vít
Ivan Vít (* 21. března 1950) je český kameraman.

## Biografie
Ivan Vít od mládí pracoval v oboru kinematografie v různých profesích. Od počátku 70. let působil ve studiu Animovaného filmu v Praze pod vedením Břetislava Pojara jako asistent kamery a fotograf. Později 3 roky studoval na FAMU obor „Umělecká fotografie“ na katedře prof. Jána Šmoka. Později již jako samostatný kameraman působil až do poloviny 90. let ve známém studiu J. Trnky. Po tuto dobu spolupracoval s mnoha významnými režiséry, jakými jsou: J. Švankmajer, B. Pojar, V. Pospíšilová, L. Beneš, P. Koutský, s nimiž natočil desítky filmů Nejvíce a nejsoustavněji spolupracoval na filmech režiséra Jiřího Barty. Od poloviny 90. let pracuje ve studiu Animation People, jehož je spolumajitelem.
Působí též pedagogicky, přednášel na Vysoké škole uměleckoprůmyslové, v současné době přednáší obor „kamera v animovaném filmu“ na pražské FAMU - Filmová a televizní fakulta Akademie múzických umění. Je členem prezidia AČK „Asociace českých kameramanů“. Podílel se na technologickém vývoji různých zařízeních pro potřeby animovaného snímání (motion control, software pro animaci, mechanické pomůcky atd)
Profesně se celoživotně věnuje animovanému filmu, zejména v „klasické“ loutkové technologii. Současně však natáčel i technologicky odlišná témata animované kinematografie (filmu), dále live-action a speciální kombinované technologie, které se často vyžadují pro komerční zakázky (reklamy). Již několik let využívá své znalosti nových technologií, kterými je dnes zejména digitální kinematografie a uplatňuje je na filmech které natáčí. Pravidelně se podílí na fotografických výstavách se svými pracemi. Filmy, na kterých spolupracoval jako kameraman, byly mnohokrát vyznamenány na světových filmových festivalech věnovaných animovanému filmu.

## Vybraná filmografie

### Asistent kamery nebo II. kamera
- Možnosti dialogu, Dimensions of Dialogue, Jan Švankmajer,
- Zaniklý svět rukavic, The Vanished World of Gloves, Jiří Barta

### Kameraman
- Krysař, The Pied Piper of Hamelin, Jiří Barta, (společně s kameramanem Vladimírem Malíkem),
- Shoe, Show, G. Seko
- Tower of Babel, Jan Mimra,
- Klub Odložených, The Club of the Laid, Jiří Barta,
- Hiroshi, Břetislav Pojar,
- Na půdě aneb Kdo má dneska narozeniny?, In the Attic or Who Has a Birthday Today?, Jiří Barta,
- Autopohádky režie: Břetislav Pojar, Michal Žabka, František Váša, Libor Pixa

### Seriály
- Pat a Mat, Lubomír Beneš – 21 dílů
- další seriály v počtu asi 60 dílů s různými režiséry

Dále jednotlivé krátké animované filmy: cca 50 s různými režiséry, cca 30 reklam (Adidas, Vodafone, Reiffeisen, Basf).